# كيث ويلكينسون
كيث ويلكينسون (15 يناير 1950 في المملكة المتحدة - ) (بالإنجليزية: Keith Wilkinson)‏ هو لاعب كريكت بريطاني. لعب مع نادي مقاطعة ورسسترشاير للكريكيت ‏.

## وصلات خارجية
- كيث ويلكينسون على موقع إي آس بي آن كريك إنفو (الإنجليزية)